# Les Orgues de Simushir
Les Orgues de Simushir est un album de bande dessinée dessiné par Luc Brahy sur un scénario d'Éric Corbeyran et Achille Braquelaire. Il sort chez Dargaud en 2006. Cet album est le 7e tome de la série Imago Mundi.
Les 2e et 3e de couverture, ainsi que les première et dernière pages du livre, reproduisent des documents authentiques (relevés sismiques, modélisation de cercles jomons) ayant servi aux auteurs au cours de leurs recherches documentaires.

## Résumé
À la demande de la scientifique suédoise Alva Kaberg, amie personnelle d'Harald Haarfager, l'équipe d'Imago Mundi met fin à ses vacances pour aller effectuer des relevés sur l'île d'Onekotan, près d'Iturup, dans l'archipel des Kouriles. Alva y recherche la trace des Jomons, censés avoir vécu sur cette île. Des cercles de terre levés lui permettent de croire qu'ils auraient vécu sur cette île au Néolithique.
Harald, Loïc et Leïa se retrouvent donc sur place, dans le cadre d'une mission scientifique pluridisciplinaire. C'est d'ailleurs après avoir été confrontés à un racket des soldats russes qu'ils rencontrent une équipe de géologues et de volcanologues qui travaillent sur l'île de Simushir où une précédente équipe de spécialistes avait disparu quelques années plus tôt. Loïc tombe immédiatement sous le charme de la chef d'équipe russe, Alieska Dablievski.
Pendant leurs recherches, Loïc reçoit un courriel de Takeshi Kurosawa, l'un des membres de l'équipe de volcanologues. Celui-ci est persuadé, contre l'avis de ses collègues, qu'une éruption est proche. Il transmet donc des relevés de résonance à Loïc qui isole un signal régulier laissant penser à une montée progressive de la lave vers la surface.
Celui-ci convainc donc ses coéquipiers et Alva de partir seul sur l'île en question avec la sonde auxiliaire afin d'aller faire des relevés complémentaires. Une fois les relevés effectués et les résultats analysés par les programmes de Leïa, il s'avère que Takeshi avait raison et que l'explosion est imminente. Harald et Leïa décident donc de prendre l'hélicoptère navette des forces armées russes pour aller procéder à l'évacuation de leur camarade.
L'éruption épargne miraculeusement Loïc qui sauve Alieska, blessée par une roche. L'équipage de l'hélicoptère russe les sauve in extremis alors que Takeshi est victime d'une explosion de lave.
Sur Onekotan, en revanche, les résultats sont négatifs et les cercles supposés dater du Néolithique sont en fait des emplacements de batteries de canons antiaériens japonais datant de la Seconde Guerre mondiale. Alva, déçue mais non défaitiste, convainc Harald de la suivre avec son équipe sur l'île d'Iturup où elle espère trouver des traces de vie datant du Néolithique.